# Louis Rieux
Louis Rieux est un auteur natif d'Albi.

## Famille
Il fait partie de la famille Rieux, hôtelier restaurateur à Albi, à l'hostellerie Saint-Antoine.

## Sources